# Lucien Cayol
Lucien Marius Gustave Cayol (* 9. März 1882 in Paris; † 27. Dezember 1975 im 14. Arrondissement, Paris) war ein französischer Seeoffizier und Vizeadmiral (Vice-amiral).

## Leben

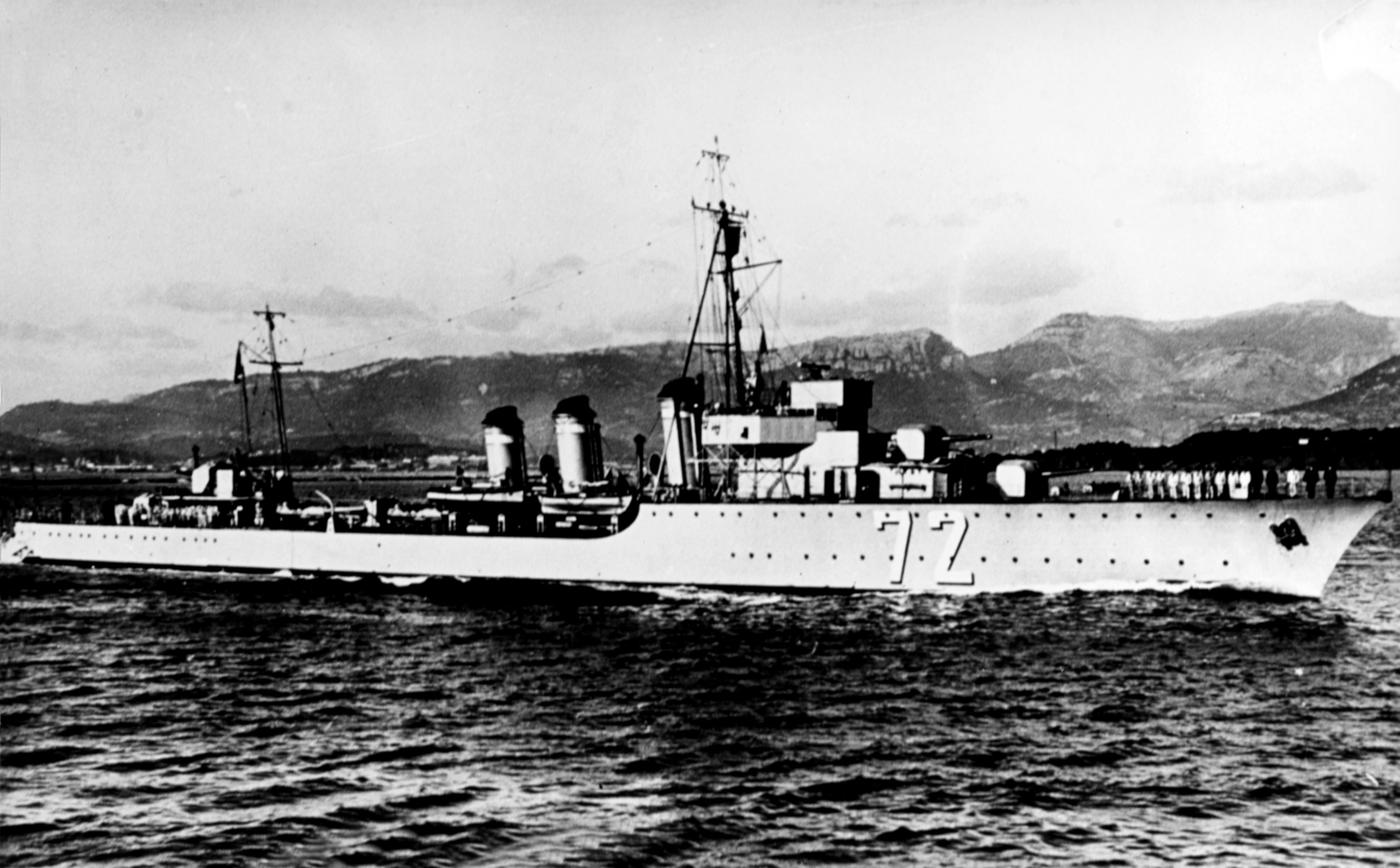
Kapitän zur See Cayol war 1928 Kommandant des zum 2. Geschwader gehörenden Zerstörers L’Adroit.

Lucien Marius Gustave Cayol begann nach dem Schulbesuch als Angehöriger der Promotion 1900 als Élève-officier seine Ausbildung zum Seeoffizier an der Marineschule (École navale), die er auf dem Schulschiff Duguay-Trouin abschloss. Am 5. August 1903 wurde er als Aspirant zur Marinebasis Brest verlegt sowie am 1. Januar 1904 auf das zum Mittelmeer-Geschwader (Escadre de Méditerranée) gehörende Einheitslinienschiff Jauréguiberry, dessen damaliger Kommandant François Rabouin war. Am 5. Oktober 1905 wurde er zum Leutnant zur See (Enseigne de vaisseau) befördert und am 1. Januar 1906 auf die zur Schießschule (École de canonnage) gehörende Calédonien unter dem Kommando von Adrien Le Troter versetzt. Nach der Ausbildung zum Geschützoffizier erfolgte am 1. Januar 1908 seine Verlegung auf den zur Marinedivision Fernost (Division navale d’Extrême-Orient) gehörenden Kreuzer Alger, dessen Kommandant Émile Fournier war. Am 1. Januar 1909 wurde er wieder zur Marinebasis Brest verlegt und übernahm daraufhin am 1. Januar 1911 auf dem U-Boot-Stützpunkt Calais-Dunkerque den Posten als Erster Offizier des U-Bootes Germinal, dessen Kommandant Léon Besnard war. Im Anschluss wurde er am 1. Januar 1912 auf das zum 1. Geschwader (1ère Escadre) gehörende Schlachtschiff Vergniaud versetzt, dessen Kommando Laurent Drouet innehatte.
Cayol erhielt am 7. Januar 1913 seine Beförderung zum Kapitänleutnant (Lieutenant de Vaisseau) und wurde am 1. Januar 1914 als Ordonnanzoffizier in den Stab des Marineministers versetzt, wo er den Großteil des Ersten Weltkrieges verbrachte. Ihm wurde für seine Verdienste das Offizierskreuz des Ordre des Palmes Académiques sowie am 18. September 1915 das Ritterkreuz der Ehrenlegion verliehen. Er wurde am 1. Januar 1918 Chef des Sekretariats der Generaldirektion für den U-Boot-Krieg im Marineministerium und später 1918 Kommandant des Torpedobootes Tramontane. Er wurde am 25. August 1919 zum Korvettenkapitän (Capitaine de Corvette) befördert. 1920 war er Offiziershörer an der Marinehochschule (École Supérieure de la Marine) und wechselte nach deren Abschluss am 1. Januar 1921 ins Vierte Büro des Generalstabes der Marine (Etat-major général de la Marine), welches für Häfen und Stützpunkte, Transport, Versorgung und Kommunikation verantwortlich war. In dieser Verwendung erfolgte am 30. März 1922 seine Beförderung zum Fregattenkapitän (Capitaine de Frégate) und 1924 die Ernennung zum Kommandanten des Torpedobootes Quentin-Roosevelt. Am 27. Dezember 1924 folgte auch die Verleihung des Offizierskreuzes der Ehrenlegion.
Am 5. März 1928 wurde Lucien Cayol zum Kapitän zur See (Capitaine de Vaisseau) befördert und war erst Kommodore des 2. Torpedobootgeschwaders. 1929 war er Offiziershörer am Zentrum für höhere Marinestudien (Centre des Hautes Études Navales) und schloss das dortige Studium mit einem Diplom ab. Daraufhin war er Kommandant des zum 2. Geschwader gehörenden Zerstörers L’Adroit sowie Mitglied des Technischen Komitees der Marine (Comité technique de la Marine) und Mitglied der Ständigen Kommission für die Kontrolle und Revision der Rüstungsvorschriften (Commission permanente de contrôle et de révision du règlement d’armement). Er wurde am 1. Januar 1932 Direktor des Ersten Büros des Generalstabes der Marine und wurde 1934 zum Konteradmiral (Contre-amiral) befördert. Daraufhin wurde er am 1. August 1934 auf der Marinebasis Brest Kommodore der 2. U-Boot-Flottille (2eme Flottille de sous-marins), die zum 2. Geschwader unter dem Oberkommandierenden Vice-amiral Jean de Laborde gehörte. Er war Kommandeur der Marine in Französisch-Tunesien und wurde 1935 bei einem Autounfall verletzt. Am 31. Dezember 1936 wurde er zum Kommandeur der Ehrenlegion ernannt. Bei Ausbruch des Zweiten Weltkrieges war er Marinepräfekt sowie Kommandeur des 2. Marinebezirks mit Sitz in der Marinebasis Brest und wurde am 2. März 1940 zum Vizeadmiral (Vice-amiral) befördert.